# Aron Solc
Aron Aleksandrowicz Solc (ros. Арон Александрович Сольц, ur. 22 marca 1872 w Solecznikach, zm. 30 kwietnia 1945 w Moskwie) – bolszewik, radziecki działacz partyjny.

## Życiorys
Działał w SDPRR od jej powstania w 1898, do 1899 studiował na Wydziale Prawnym Uniwersytetu Petersburskiego, z którego został wydalony. W 1898 i 1899 na krótko aresztowany, w styczniu 1901 aresztowany na 5 miesięcy, w grudniu 1901 aresztowany i w maju 1902 skazany na zesłanie do Niżnieudinska, skąd w listopadzie 1902 zbiegł. W maju 1903 ponownie aresztowany, 1 października 1905 zwolniony, w lipcu 1906 aresztowany i w lutym 1907 skazany na zesłanie do guberni tobolskiej, 1908 na krótko aresztowany, w marcu 1909 aresztowany i w listopadzie 1909 zwolniony. W lutym 1913 aresztowany i w maju 1913 skazany na zesłanie do rejonu turuchańskiego, skąd 1914 zbiegł, 31 lipca 1914 został aresztowany i skazany na 2 lata katorgi. Od 1916 członek Moskiewskiego Biura KC SDPRR(b), w marcu 1917 członek Moskiewskiego Komitetu SDPRR(b), później członek redakcji gazety "Socyał-diemokrat" i redakcji gazety "Prawda". Od 25 września 1920 do 26 stycznia 1934 członek Komisji Kontrolnej/Centralnej Komisji Kontrolnej RKP(b)/WKP(b), 1921-1923 członek Sądu Najwyższego RFSRR, od 26 kwietnia 1923 do 26 stycznia 1934 członek Prezydium Centralnej Komisji Kontrolnej RKP(b)/WKP(b) i Kolegium Partyjnego tej komisji. Od 1923 członek Sądu Najwyższego ZSRR, 1925 szef Wydziału Prawnego Ludowego Komisariatu Inspekcji Robotniczo-Chłopskiej ZSRR, do lutego 1938 pracownik Prokuratury ZSRR, od 1924 do 15 maja 1943 członek Międzynarodowej Komisji Kontrolnej Kominternu. Był nazywany "sumieniem partii".